# Liga de Representación Laborista
La Liga de Representación Laborista (LRL), fundada en noviembre de 1869, fue un organismo precursor del Partido Laborista británico. Su propósito original fue conseguir el registro de la clase trabajadora en el censo electoral para promover su participación en las urnas y la elección de diputados obreros al Parlamento del Reino Unido. Tuvo un poder limitado, descrito por Eugenio Biagini como «muy débil y poco efectivo», y nunca pretendió convertirse en un partido político. Sin embargo, jugó cierto papel al apoyar la elección de diputados Lib-Lab. Su primer secretario fue el activista cooperativista y sindicalista Lloyd Jones.
En 1874, la Liga obtuvo dos escaños en el Parlamento.
En 1886 la central sindical Trades Union Congress (TUC) creó la Asociación Electoral Laborista para reemplazar a la Liga, que con el tiempo llevaría a la creación del Partido Laborista.

## Secretarios
1869: Lloyd Jones
1873: Henry Broadhurst
1880: John Hales